# Fiefs
Fiefs település Franciaországban, Pas-de-Calais megyében. Lakosainak száma 372 fő (2022. január 1.). Fiefs Fontaine-lès-Hermans, Nédon, Nédonchel, Sachin, Sains-lès-Pernes, Boyaval, Febvin-Palfart, Fontaine-lès-Boulans és Heuchin községekkel határos.

## Népesség
A település népességének változása:
| Lakosok száma | 390  | 384  | 391  | 385  | 385  | 387  | 390  | 390  | 372  |
|               | 2013 | 2015 | 2016 | 2017 | 2018 | 2019 | 2020 | 2021 | 2022 |